# Мутация согласных
Мутация согласных — изменение согласного звука в слове в зависимости от морфологии или синтаксиса.
Мутация представлена в различных языках по всему миру — в русском, кельтских языках (где происходит в начале слова), индонезийских языках и в иврите.

## Похожие звуковые изменения
Мутацию согласных не следует путать с сандхи, когда происходит морфонологическое чередование согласных: ч/щ в суффиксе -чик/-щик (водопроводчик — мойщик).

## Примеры

### Русский
Мутация согласных при словообразовании, спряжении и образовании сравнительных степеней прилагательных есть в русском языке наравне с чередованием.
Самыми частыми примерами мутаций в русском языке являются комбинации из альвеолярных и заднеязычных согласных:
- к /k/ → ч /tɕ/ (цветок — цветочек)
- г /ɡ/ → ж /ʐ/ (влагать — вложить)
- х /x/ → ш /ʂ/ (тихий — тише)
- Замещение мягкого звука твёрдым (царь — царский)

Другие мутации также включают в себя:
- т /t/ → ч /tɕ/ (реже — щ /ɕː/), д /d/ → ж /ʐ/
- з /z/ → ж /ʐ/, с /s/ → ш /ʂ/, ц /ts/ → ч /tɕ/
- ск /sk/ → щ /ɕː/: (плеск — плещет), ст /st/ → щ /ɕː/: (свистеть — свищу)